# Chiesa di San Giovanni Battista (Orbassano)
La chiesa di San Giovanni Battista è la parrocchiale di Orbassano, in città metropolitana e arcidiocesi di Torino; fa parte del distretto pastorale Torino Ovest.

## Storia
In origine la cura d'anime di Orbassano era retta dai Canonici Agostiniani, i quali vennero successivamente sostituiti dai Padri Cistercensi dell'abbazia di Rivalta di Torino.
La comunità orbassanese fu eretta a parrocchia autonoma il 25 gennaio 1549.
Nel XVIII secolo la chiesa fu interessata da un intervento di rifacimento; nel pomeriggio del 4 giugno 1895 la facciata dell'edificio crollò a causa degli errori che erano stati compiuti nel corso di un precedente restauro.
La prima pietra della nuova parrocchiale venne posta il 21 agosto 1896 dall'arcivescovo di Torino Davide Riccardi; la chiesa fu consacrata il 23 ottobre 1897 dal vescovo di Cuneo Andrea Fiore e dal vescovo titolare di Cafarnao Giovanni Battista Bertagna.
Negli anni settanta, in ossequio alle norme postconciliari, si provvide alla realizzazione del nuovo altare rivolto verso l'assemblea.

## Descrizione

### Esterno
La facciata a salienti della chiesa, rivolta a nordovest e tripartita da paraste, presenta al centro il portale d'ingresso strombato, sormontato da una lunetta contenente la raffigurazione della Madonna e San Giuseppe con in braccio Gesù Bambino, e il grande rosone, mentre le due ali laterali sono caratterizzate da trifore e da leggette.
Annesso alla parrocchiale è il campanile a base quadrata, costruito nel 1892, la cui cella presenta su ogni lato una monofora a tutto sesto affiancata da lesene ed è coronata dalla cupola.

### Interno
L'interno dell'edificio è suddiviso da colonne sorreggenti archi a tutto sesto in tre navate, di cui la centrale coperta da volta a padiglione e le laterali caratterizzate dagli altari minori dedicati al Battesimo, al Crocifisso, al Santissimo Sacramento e alla Madonna del Carmine; al termine dell'aula si sviluppa il presbiterio, rialzato di tre scalini e chiuso dall'abside semicircolare.
Qui sono conservate diverse opere di pregio, tra le quali le stazioni della Via Crucis, realizzate da Giovanni Stura, e la statua raffigurante Cristo deposto dalla croce, risalente al XVIII secolo.